# Знаменське (Лев-Толстовський район)
Знаменське (рос. Знаменское) — село у Лев-Толстовському районі Липецької області Російської Федерації.
Населення становить 617  осіб. Належить до муніципального утворення Знаменська сільрада.

## Історія
З 13 червня 1934 до 26 вересня 1937 року у складі Воронезької області, у 1937-1954 роках — Рязанської області. Відтак входить до складу Липецької області.
Згідно із законом від 2 липня 2004 року №114-оз органом місцевого самоврядування є Знаменська сільрада.

## Населення
| 2000 | 2010 |
| ---- | ---- |
| 598  | ↗617 |